# Garegin I.
Garegin I. (arménsky Գարեգին Ա. Սարգիսյան; 27. srpna 1932, Kessab – 29. června 1999, Vagharšapat) byl patriarcha Arménské apoštolské církve a Katolikos všech Arménů. V letech 1983 až 1994 působil jako Arménský katolikos Kilíkie, se jménem Garegin II.

## Studia a arcibiskup
Narodil se v 27. srpna 1932 v syrském Kessabu a pokřtěn byl jako Neshan Sarkissian. Základní vzdělání získal ve svém rodném městě. Roku 1946 byl přijat do Teologického semináře arménského katolikátu Kilíkie a roku 1949 byl vysvěcen na jáhna. Roku 1952 po získání vysokoškolských titulů byl vysvěcen na kněze se jménem Garegin. Tím se připojil ke Katolikátu Kilíkie.
Roku 1955 obhájil svou doktorskou práci na téma "Teologie Arménské církve, podle liturgických hymnů Šarakans a byl povýšen do církevního supně vardapet. V příštím roce působil jako člen fakulty teologického semináře v Anteliasu v Libanonu. Dva roky studoval na Oxfordské univerzitě teologii a napsal dílo Chalkedonský koncil a Arménská církev, publikované roku 1965 v Londýně. Po návratu do Libanonu sloužil jako děkan semináře.
Roku 1963 se stal pobočníkem katolikose Khorena I. a v této funkci získal mnoho ekumenických zkušeností. Sloužil jako pozorovatel na Druhém vatikánském koncilu, roku 1968 na Konferenci v Lambethu a na Konferenci v Addis Abebě hlav Východních pravoslavných církví. Přednášel teologii, literaturu, historii a kulturu na univerzitách v Bejrútu, Rumunsku, Moskvě a Kottayamu.
Jeho církevní kariéra postupovala rychle. Roku 1963 byl povýšen na archimadritu a 19. ledna 1964 byl katolikosem Khorenem vysvěcen na biskupa.
Roku 1971 byl zvolen prelátem eparchie New Julfa v Íránu.
Roku 1973 byl povýšen na arcibiskupa a jmenován patriarchálním legátem východních prelátů Arménské Svaté apoštolské církve v Americe a roku 1975 se stal primasem.
Během svého času v USA věnoval zvláštní péči o mladší generace Arménů a hrál klíčovou roli při získávání finančních prostředků pro Libanon 1976–1977.

## Katolikos koadjutor Kilíkie
Roku 1977 byl zvolen katolikosem Kilíkie a sloužil jako katolikos koadjutor (arménsky Աթոռակից Կաթողիկոս) a to až do smrti katolikose Khorena I. roku 1983.

## Katolikos Kilíkie
Roku 1983 byl intronizován jako Katolikos Garegin II. velkého domu v Kilíkii. Nešetřil zvláštní pozornost náboženské výchově, modernizaci a podpoře teologického semináře. Při apoštolských cestách zavítal do Libanonu, Sýrie, Íránu, Kypru, USA a Kanady a také na Kuvajt a do dalších Arbaských států Perského zálivu.
Dalším důležitým aspektem jako katolikátu byly ekumenické vztahy. Navštívil papeže svatého Jana Pavla II., George Careye, arcibiskupa Canterbury, Šenudu III. koptského papeže ale také Švýcarskou reformovanou církev či Luteránské církve v Německu a Dánsku. Roku 1989 se stal čestným předsedou Rady církví Středního východu.
Napsal mnoho knih a brožur v arménštině, angličtině a francouzštině a publikoval mnoho článků a studií o teologii, armenologii, filosofii, etice a literatuře.
Často navštěvoval mateřské sídlo Arménské církve a při své návštěvě roku 1988 vyjádřil spolu s katolikosem Vazgenem I. solidaritu kvůli zemětřesení.

## Katolikos všech Arménů

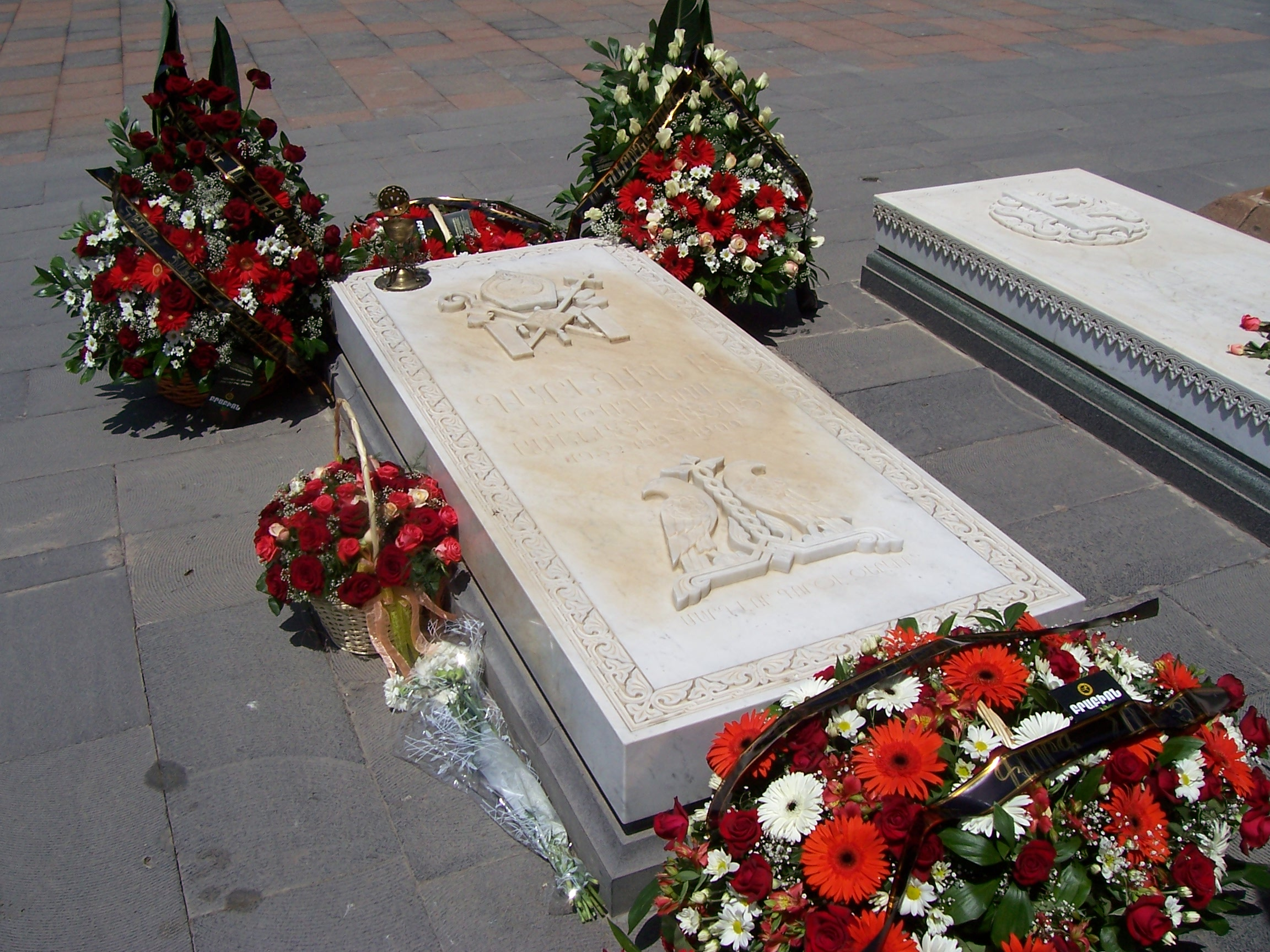
Hrob Garegina I. - Vagharšapat

Po smrti katolikose Vazgena I. roku 1994 byl Národním církevním shromážděním s zvolen Nejvyšším patriarchou a katolikosem všech Arménů a přijal jméno Garegin I.
V listopadu 1998 podstoupil v New Yorku léčbu rakoviny. Zemřel 29. června 1999 ve Vagharšapatu.
Jeho nástupcem se stal Garegin II.